# James Carol
James Carol (* 1969 in Schottland) ist ein britischer Autor.

## Leben
Carol verbrachte seine Jugend in Schottland und zog als junger Erwachsener nach England. Er arbeitete in verschiedenen Berufen, so zum Beispiel als Gitarrist, Toningenieur, Gitarrenlehrer, Journalist und Reitlehrer. Im Jahre 2014 erschienen seine ersten beiden Thriller mit der Figur Jefferson Winter, denen bereits ein E-Book vorausgegangen war.
Carol lebt mit Frau und zwei Kindern in Hertfordshire in England. Als Ausgleich zu seiner Tätigkeit als Schriftsteller trainiert er Reiter und Pferde und entspannt sich als Gitarrenspieler mit Komponieren und Tonaufzeichnungen seiner Musik.

## Veröffentlichungen
VORGESCHICHTEN ZUR JEFFERSON-WINTER-REIHE
- Presumed Guilty – Schuldig bis zum Beweis des Gegenteils. dtv E-Book, München 2014, ISBN 978-3-423-42617-6.
- Hush Little Baby, Don't Say a Word. Faber & Faber, Kindle-Edition 2014.

JEFFERSON-WINTER-REIHE
- Broken Dolls – Er tötet ihre Seelen. dtv, München 2014, ISBN 978-3-423-21550-3.
- Watch Me – Ich werde es wieder tun. dtv, München 2015, ISBN 978-3-423-21595-4.
- Prey – Deine Tage sind gezählt. dtv, München 2016, ISBN 978-3-423-21641-8.
- 15 Minutes. dtv, München 2016, ISBN 9780571322282.